# Кребс (Оклахома)
Кребс (англ. Krebs) — місто (англ. city) в США, в окрузі Піттсбург штату Оклахома. Населення — 2083 особи (2020).

## Географія
Кребс розташований за координатами 34°55′47″ пн. ш. 95°43′11″ зх. д. / 34.92972° пн. ш. 95.71972° зх. д. (34.929665, -95.719720).  За даними Бюро перепису населення США в 2010 році місто мало площу 11,15 км², з яких 11,13 км² — суходіл та 0,02 км² — водойми.

## Демографія
Згідно з переписом 2010 року, у місті мешкали 2053 особи в 858 домогосподарствах у складі 550 родин. Густота населення становила 184 особи/км².  Було 980 помешкань (88/км²).
Расовий склад населення:
| - 72,8 % — білих - 12,9 % — корінних американців - 1,9 % — чорних або афроамериканців - 0,3 % — азіатів - 0,1 % — вихідців з тихоокеанських островів - 2,6 % — осіб інших рас |

До двох чи більше рас належало 9,4 %. Частка іспаномовних становила 4,6 % від усіх жителів.
За віковим діапазоном населення розподілялося таким чином: 23,3 % — особи молодші 18 років, 61,4 % — особи у віці 18—64 років, 15,3 % — особи у віці 65 років та старші. Медіана віку мешканця становила 37,5 року. На 100 осіб жіночої статі у місті припадало 93,1 чоловіків;  на 100 жінок у віці від 18 років та старших — 90,2 чоловіків також старших 18 років.
Середній дохід на одне домашнє господарство  становив 50 156 доларів США (медіана — 42 305), а середній дохід на одну сім'ю — 57 756 доларів (медіана — 50 222). Медіана доходів становила 42 155 доларів для чоловіків та 26 406 доларів для жінок. За межею бідності перебувало 15,9 % осіб, у тому числі 20,9 % дітей у віці до 18 років та 9,3 % осіб у віці 65 років та старших.
Цивільне працевлаштоване населення становило 964 особи. Основні галузі зайнятості: освіта, охорона здоров'я та соціальна допомога — 22,0 %, мистецтво, розваги та відпочинок — 14,5 %, роздрібна торгівля — 12,2 %, публічна адміністрація — 10,4 %.